# Milan Bogatič
Milan Bogatič, slovenski carinik in politik, *  2. maj 1952.
Milan Bogatič se je sprva zaposlil na barki pri Splošni plovbi , nato je kot strojni tehnik delal v več obalnih oziroma primorskih podjetjih (Tomos, Lama, Mehanotehnika), leta 1972 pa se je zaposlil v tedanji Zvezni carinski upravi. V slovenski carinski službi je po letu 2004 zelo veliko delal na mednarodnih povezavah na področju carine.  Tako je bil koordinator kontaktnih skupin- npr. za južna pristanišča (tim. ODYSSUD) in za severna pristanišča (tim. RALPH).  Sodeloval je tudi pri slovenskem državnem projektu pri preučevanju predloga za ustanovitev slovenske obalne straže, vendar pa ta ideja ni dobile zelene luči.  Pred upokojitvijo je bil Milan Bogatič direktor Carinskega urada Koper. Leta 2022 je bil izvoljen za župana občine Izole. 